# Alberto García Erauzkin
Alberto García Erauzkin (Erandio, Vizcaya, 1960) es un ejecutivo español y expresidente del Grupo Euskaltel.

## Biografía
Alberto García Erauzkin es licenciado en Ciencias Económicas y Empresariales por la Universidad de Deusto y miembro del Registro Oficial de Auditores de Cuentas y del Instituto de Auditores-Censores Jurados de Cuentas. Habla euskera, castellano, inglés y francés.
Su experiencia profesional anterior se desarrolló en el campo de la Auditoría y Consultoría en Arthur Andersen (1983-1987) y en Audihispana (1990-1992), y en el campo de la gestión económico-financiera en Heraclio Fournier (1987-1990) y Corporación Patricio Echeverría (1992-1997). Desde 1998 desarrolla su actividad en Euskaltel.

## Trayectoria en Euskaltel
En 1998, Alberto García Erauzkin se incorporó a Euskaltel como director de Finanzas y Control, posteriormente como consejero director general (2000-2011) y, (2011-2019) presidente del Grupo Euskaltel.

## Otros cargos
También es consejero de ITP, vicepresidente de BBK, vicepresidente de Orkestra-Instituto Vasco de Competitividad, consejero de la Asociación para el Progreso de la Dirección (APD), patrono de la Fundación Novia Salcedo, miembro del Consejo Asesor del Centro de Innovación en Gestión MIK (Mondragón Innovation & Knowledge), representante de Euskaltel en el Patronato del Museo Guggenheim de Bilbao y representante de Innobasque en el Patronato de la Fundación Ikerbasque.